# Lisa Kaltenegger
Lisa Kaltenegger, née le 4 mars 1977 à Kuchl, est une astronome autrichienne spécialisée dans la modélisation et la caractérisation des exoplanètes et la recherche de vie extraterrestre.

## Biographie
Depuis le 1er juillet 2014, Lisa Kaltenegge est professeur associé à l'Université Cornell. Auparavant, elle avait un poste partagé entre l'Institut Max-Planck d'astronomie à Heidelberg (Allemagne), où elle était the Emmy Noether Research Group Leader for the "Super-Earths and Life" group, et le Harvard-Smithsonian Center for Astrophysics à Boston (États-Unis).

## Distinctions
- 2012 : Prix Heinz Maier-Leibnitz[4].